# Topola (mesto)
Topola (izvirno srbsko Топола) je mesto v Srbiji, sedež istoimenske občine, ki upravno spada pod Šumadijski upravni okraj.

## Geografija
Mesto Topola leži v središču Šumadije, v osrednji Srbiji, okoli 80 km je oddaljena od Beograda, 42 km od Kragujevca, 40 km od Gornjeg Milanovca in 12 km od Arađelovca. Je ob vznožju hriba Oplenac in je obdano z dolinama reke Kamenice in Jasenice.
Na griču Oplenac blizu Topole stoji cerkev sv. Jurija iz belega marmorja. Zgradil jo je srbski kralj Peter I., v njem pa počivajo člani srbske in kasneje jugoslovanske knežje in kraljeve družine Karađorđević.

## Zgodovina
Topola se kot naselbina v pisnih virih prvič omenja v obdobju avstrijske zasedbe severne Srbije (1717-1739), v popisu obmejnih nahij Srbije, po sklenjenem miru v Požarevcu (1717), kjer se pod imenom Dopala navaja v okrožju Kragujevac.
Prvotno se je vas imenovala Kamenica, tako kot lokalna reka. Na glavni trgovski poti proti Beogradu je rasel topol, pri katerem so se radi ustavljali potujoči trgovci in prevozniki (sekiridžije), na lokaciji »pri topolu«, zato je toponim Topola postopno povsem zamenjal staro ime Kamenica.
Srbski trgovec, domačin Jurij (Đorđe) Petrović, znan kot Karađorđe (Črni Jurij), voditelj (vožd) prve srbske vstaje proti Turkom v začetku 19. stoletja, je po zmagah v bojih Topolo razglasil za prestolnico osvobojene Srbije. Topola ni dolgo uživala v miru, močnejši Turki so leta 1813 srbski upor zatrli, Karađorđevo hišo in mesto pa porušili in požgali.
Druga faza poselitve in razvoja naselbine se je pričela leta 1805, ko je dal vožd Karađorđe zgraditi palisado, s katero je obdal mestece in svojo na novo zgrajeno hišo (konak) ob vznožju hriba Oplenac. Tako je postala Topola utrjeno strateško pomembno naselje, ki je z razvojem srbske državotvornosti pridobivala na političnem pomenu. Med letoma 1808 in 1813 je bila že obdana z obzidjem z obrambnimi stolpi, zgrajene so bile cerkev, šola in druge javne zgradbe. S tem je postala center nacionalnega pomena, v katerega so se priseljevali številni Srbi iz osvobojenih in še neosvobojenih delov Srbije. Ker je bila neuradna prestolnica srbskih upornikov, s sedežem voditelja upora, so v njej sprejemali tudi tuje diplomate, tu so se vršili pogovori in sklepali dogovori. Četudi je imela nahija svoj sedež v Kragujevcu, je v časih pred ustanovitvijo srbske države imela Topola veliko večji politični pomen. Širitev Topole se je nadaljevala z začetkom vladavine kneza Aleksandra Karađorđevića (1842 -1858), (mlajšega sina Karađorđa), ki je dal obnoviti družinsko posestvo na Oplencu, gradbena dela so povečala priseljevanje, zato se je na obeh straneh ceste Beograd - Kragujevac razvilo trgovsko središče (čaršija) z novimi stavbami in trgovinami.

## Podnebje in mikroklima
Mesto z nadmorsko višino okoli 215 m ima tudi zaradi vpliva gozda na bližnjem Oplencu nekoliko milejše celinsko podnebje, sicer značilno za Balkanski polotok (mrzle zime in vroča poletja), s povprečno temperaturo okoli 11 °C. Topola je zaradi ugodnih vremenskih vplivov in naravnih danosti od nekdaj znana po vinogradništvu in sadjarstvu.

## Demografija
V naselju živi 4348 polnoletnih prebivalcev, pri čemer je njihova povprečna starost 39,1 let (37,4 pri moških in 40,6 pri ženskah). Naselje ima 1811 gospodinjstev, pri čemer je povprečno število članov na gospodinjstvo 2,99.
Topola ima, glede na rezultate popisa iz leta 2002, prebivalce večinoma srbske narodnosti, v zadnjih treh popisih je opazen porast števila prebivalcev.
|  |

| Demografija | Demografija     | Demografija     |
| Leto        | Št. prebivalcev | Št. prebivalcev |
| ----------- | --------------- | --------------- |
|             |                 |                 |
|             |                 |                 |
|             |                 |                 |
|             |                 |                 |
| 1948        | 965             |                 |
| 1953        | 1467            |                 |
| 1961        | 1761            |                 |
| 1971        | 2876            |                 |
| 1981        | 3482            |                 |
| 1991        | 4592            | 4506            |
| 2002        | 5546            | 5422            |
|             |                 |                 |

| Etnična sestava po popisu iz leta 2002 | Etnična sestava po popisu iz leta 2002 | Etnična sestava po popisu iz leta 2002 | Etnična sestava po popisu iz leta 2002 | Etnična sestava po popisu iz leta 2002 |
| -------------------------------------- | -------------------------------------- | -------------------------------------- | -------------------------------------- | -------------------------------------- |
| Srbi                                   | Srbi                                   |                                        | 5.171                                  | 95,37%                                 |
| Črnogorci                              | Črnogorci                              |                                        | 38                                     | 0,70%                                  |
| Jugoslovani                            | Jugoslovani                            |                                        | 29                                     | 0,53%                                  |
| Hrvati                                 | Hrvati                                 |                                        | 9                                      | 0,16%                                  |
| Albanci                                | Albanci                                |                                        | 7                                      | 0,12%                                  |
| Makedonci                              | Makedonci                              |                                        | 6                                      | 0,11%                                  |
| Slovenci                               | Slovenci                               |                                        | 3                                      | 0,05%                                  |
| Romi                                   | Romi                                   |                                        | 3                                      | 0,05%                                  |
| Rusi                                   | Rusi                                   |                                        | 2                                      | 0,03%                                  |
| Čehi                                   | Čehi                                   |                                        | 1                                      | 0,01%                                  |
| Ukrajinci                              | Ukrajinci                              |                                        | 1                                      | 0,01%                                  |
| Muslimani                              | Muslimani                              |                                        | 1                                      | 0,01%                                  |
| Bolgari                                | Bolgari                                |                                        | 1                                      | 0,01%                                  |
| Neznano                                | Neznano                                |                                        | 134                                    | 2,47%                                  |

## Znamenitosti
Na robu Topole stoji rekonstruirana Karađorđeva  hiša (Karađorđev konak), kjer je bila do zatrtja prva prestolnica Karađorđevićeve Srbije.